# Іван Васильович (п'єса)
«Іван Васильович» — п'єса Михайла Булгакова. Створена в 1934—1936 роках на основі п'єси «Блаженство». За життя автора не ставилася і не публікувалася (вперше опублікована 1965 року). Послужила основою фільму «Іван Васильович змінює професію» (1973).

## Сюжет
Інженер Микола Тимофєєв з Москви створює у своїй квартирі машину часу. Несподівано його кидає дружина Зіна. Тимофєєв, захоплений створенням винаходу, ставиться до цього байдуже. До нього заходить управитель будинком Бунша з вимогою заплатити за квартиру і повідомити про машину у відповідні органи. Тимофеєв, намагаючись показати управителю можливості машини, повертає ключ в апараті і в квартирі зникає стіна, що відділяє її від квартири сусіда. У кімнаті сусіда Шпака сидить злодій Жорж Милославський. Тимофєєв продовжує керувати апаратом і відкриває портал до Москви часів XVI століття. Виникає паніка, внаслідок якої цар Іван Грозний з минулого потрапляє в сучасність, а Бунша і Милославський потрапляють у минуле. Машина часу виходить з ладу. Опричники сприймають Буншу за царя. Режисер Якін зраджує Зіну, через що мало не гине від царевої руки. Милославський дарує послу Швеції Кемську волость. Бунша напивається. Зрештою, злодій і управитель рятуються від опричників, які зрозуміли, що «цар не справжній» і повертаються в сучасність, де їх заарештовує міліція (оскільки перед цим цар образив сусіда Тимофєєва Шпака). Зрештою, все це виявляється сном інженера, змореного роботою.

## Дійові особи
- Зінаїда Михайлівна — кіноактриса
- Уляна Андріївна — дружина управдома Бунші
- Марфа Василівна — цариця
- Микола Тимофєєв — винахідник
- Жорж Милославський — злодій-авантюрист
- Бунша-Корецький Іван Васильович — управитель будинку
- Шпак Антон Семенович — мешканець будинку, сусід Тимофєєва
- Іван Грозний — цар
- Якін — кінорежисер
- Дяк Федір
- Шведський посол
- Патріарх
- Опричники
- Стольники
- Гуслярі
- Міліція

## Історія створення
У 1933 році Михайло Булгаков домовився з московським мюзик-голом про написання «веселої п'єси». Перша (не прийнята) п'єса називалася «Блаженство», де машина часу йшла в комуністичне майбутнє, а Іван Грозний з'являвся лише в епізоді.

## Екранізація
У 1973 році Леонід Гайдай зняв фільм «Іван Васильович змінює професію».
У порівнянні з п'єсою ім'я винахідника Тимофєєва змінено з Миколи на Олександра (Шурик), як звичне для героя Олександра Дем'яненка з інших комедій Гайдая. Крім того, у зв'язку з розвитком техніки, машину часу виконано не на ламповій, а на напівпровідниковій основі, внесено й інші зміни у зв'язку з тим, що час перенесено з 1930-х років у 1970-ті.
В титрах зазначено, що фільм за мотивами п'єси Михайла Булгакова "Іван Васильович".